# گرگور فوچکا
گرگور فوچکا (اسلوونیایی: Gregor Fučka؛ زادهٔ ۷ اوت ۱۹۷۱) بازیکن سابق و مربی بسکتبال اسلوونیایی‌تبار اهل ایتالیا است.
از باشگاه‌هایی که در آن بازی کرده‌است می‌توان به ویرتوس رم، باشگاه بسکتبال بارسلونا، و المپیا میلان اشاره کرد.
وی در مسابقات کشوری و بین‌المللی در مجموع برندهٔ ۲ مدال طلا، ۱ مدال نقره شده‌است.